# Mont-le-Vignoble
Mont-le-Vignoble is een gemeente in het Franse departement Meurthe-et-Moselle (regio Grand Est) en telt 392 inwoners (2004).
De gemeente maakt deel uit van het arrondissement Toul en sinds 22 maart 2015 van het op die dag opgerichte kanton Meine au Saintois. Daarvoor hoorde het bij het kanton Toul-Sud, dat toen opgeheven werd.

## Geografie
De oppervlakte van Mont-le-Vignoble bedraagt 4,1 km², de bevolkingsdichtheid is 95,6 inwoners per km².
De onderstaande kaart toont de ligging van Mont-le-Vignoble met de belangrijkste infrastructuur en aangrenzende gemeenten.

## Demografie
De figuur toont het verloop van het inwonertal (bron: INSEE-tellingen).